# 대한민국 민법 제349조
대한민국 민법 제349조는 지명채권에 대한 질권의 대항요건에 대한 민법총칙 조문이다.

## 조문
제349조(지명채권에 대한 질권의 대항요건) ①지명채권을 목적으로 한 질권의 설정은 설정자가 제450조의 규정에 의하여 제삼채무자에게 질권설정의 사실을 통지하거나 제삼채무자가 이를 승낙함이 아니면 이로써 제삼채무자 기타 제삼자에게 대항하지 못한다.
②제451조의 규정은 전항의 경우에 준용한다.

第349條(指名債權에 對한 質權의 對抗要件) ①指名債權을 目的으로 한 質權의 設定은 設定者가 第450條의 規定에 依하여 第三債務者에게 質權設定의 事實을 通知하거나 第三債務者가 이를 承諾함이 아니면 이로써 第三債務者 其他 第三者에게 對抗하지 못한다.
②第451條의 規定은 前項의 境遇에 準用한다.

## 참고 문헌
- 오현수, 일본민법, 진원사, 2014. ISBN 978-89-6346-345-2
- 오세경, 대법전, 법전출판사, 2014 ISBN 978-89-262-1027-7
- 이준현, LOGOS 민법 조문판례집, 미래가치, 2015. ISBN 979-1-155-02086-9